# Mansur Isajev
Mansur Isajev (rusky Мансур Исаев; * 23. září 1986 v Kiziljurtu, Sovětský svaz) je ruský zápasník – judista avarského původu, olympijský vítěz z roku 2012.

## Sportovní kariéra
Zápasení, sambu/judu se věnoval od 8 let v rodném Dagestánu pod vedením Gabriela Magomedova. V roce 2005 se přesunul do Čeljabinsku, kde se pod vedením Alexandra Millera prosadil do ruské reprezentace. V roce 2009 se s příchodem nového reprezentační trenéra Itala Gamby stal členem užšího výběru ruské seniorské reprezentace. Řadil se mezi tzv. adrenalinové zápasníky, spíše než technickou vyspělostí poutá pozornost svým temperamentem a výbušností.
V roce 2012 se kvalifikoval na olympijské hry v Londýně s předstihem, později v ruské nominaci porazil jediného konkurenta Murata Kodzokova a zajistil si účast v Londýně. Vstup do turnaje měl nervózní, v prvním kole ho čekal zkušený Španěl Kiyoshi Uematsu, kterého po vyrovnaném průběhu a infarktovém konci poslední minuty hrací doby porazil v prodloužení na šido. V dalších dvou kolech ho čekali jemu stylově podobní judo-zápasníci, se kterými si dokázala poradit přes strhy. V semifinále ho čekal největší favorit a nasazená jednička Jihokorejec Wang Ki-čchun. Na jeho judo byl takticky připraven, nepustil ho do úchopu a na dvě napomínání vybodoval. Ve finále se utkal s Japoncem Riki Nakajou. Ten měl za sebou semifinálový maratón a kondiční manko se u něho ve finále projevilo. Isajev se v úvodu ujal vedení na juko po uči-matě a zbytek zápasu odrážel Japoncovy ataky, získal zlatou olympijskou medaili.
V roce 2013 laboroval se zraněním ruky. V roce 2014 si hned v úvodu na pařížském grand slamu prolomil koleno a celou sezonu vynechal. V roce 2015 dosahoval na olympijského vítěze podprůměrných výsledků.

### Vítězství
- 2008 – 1x světový pohár (Rotterdam)
- 2009 – 1x světový pohár (Hamburk)
- 2010 – 1x světový pohár (Abú Dhabí)
- 2012 – 1x světový pohár (Lisabon)

## Výsledky
| Turnaj             | 2006      | 2007      | 2008       | 2009       | 2010       | 2011       | 2012       | 2013       | 2014       | 2015       |
| Turnaj             | 20        | 21        | 22         | 23         | 24         | 25         | 26         | 27         | 28         | 29         |
| Turnaj             | pololehká | pololehká | lehká váha | lehká váha | lehká váha | lehká váha | lehká váha | lehká váha | lehká váha | lehká váha |
| ------------------ | --------- | --------- | ---------- | ---------- | ---------- | ---------- | ---------- | ---------- | ---------- | ---------- |
| Olympijské hry     |           |           | —          |            |            |            | 1.         |            |            |            |
| Mistrovství světa  |           | —         |            | 3.         | 5.         | 7.         |            | —          | —          | úč.        |
| Mistrovství Evropy | —         | —         | —          | 5.         | —          | úč.        | 7.         | —          | —          | —          |
| ME do 23 let       | úč.       | —         | 1.         |            |            |            |            |            |            |            |